# Västertorp (stacja metra)
Västertorp – powierzchniowa stacja sztokholmskiego metra, leży w Sztokholmie, w Söderort, w dzielnicy Hägersten-Liljeholmen, w części Västertorp. Na czerwonej linii metra T14, między Fruängen a Hägerstensåsen. Dziennie korzysta z niej około 3 600 osób.
Stacja znajduje się na łuku między Västertorpsvägen a Störtloppsvägen. Posiada dwa wyjścia, które zlokalizowane są przy Västertorpsvägen 81 (południowe) i Störtloppsvägen 9 (północne). 
Począwszy od 1952 jeździły tutaj tramwaje linii 14 i 17. Następnie sieć tramwajów zmieniono w metro, stację otworzono 5 kwietnia 1964 jako 57. w systemie wraz z odcinkiem T-Centralen-Fruängen. Posiada jeden peron. Została zaprojektowana przez Hansa Borgströma.

## Sztuka
- Dekoracja na ścianie stacji przedstawiająca balon Salomona Augusta Andrée, Jörgen Fogelquist, 1982[4]

## Czas przejazdu
| Linia | Stacja        | Czas przejazdu | Stacja                                                    | Czas przejazdu                    |
| T14   | Fruängen      | 1 min          | Liljeholmen Slussen Gamla stan T-Centralen Östermalmstorg | 7 min 13 min 15 min 17 min 19 min |
| T14   | Mörby centrum | 32 min         | Liljeholmen Slussen Gamla stan T-Centralen Östermalmstorg | 7 min 13 min 15 min 17 min 19 min |

## Otoczenie
W otoczeniu stacji znajduje się:
- Västertorps skolan